# Engerdal
Engerdal is een plaats en gemeente in de Noorse provincie Innlandet. De gemeente telde 1274 inwoners in januari 2017. Het gemeentebestuur zetelt in het gelijknamige dorp. De uitgestrekte gemeente werd gevormd in 1911 uit delen van de omliggende gemeenten. 

## Ligging
Engerdal ligt in het noordoosten van Hedmark. In het noorden grenst het aan de gemeenten Os en Tolga in Hedmark en Røros in Sør-Trøndelag. In het westen grenst Engerdal aan Rendalen, in het zuiden aan Trysil en in het oosten aan de Zweedse Län Dalarnas län en Jämtlands län. Het meer Femunden, en het naar dat meer genoemde Nationaal park, domineren de noordelijke helft van de gemeente.

## Samen
In Engerdal woont de meest zuidelijke groep Samen in Noorwegen die leeft van de rendierhouderij. De gemeenschap bestaat uit zo'n 50 mensen die woont in de streek tussen het meer Femunden en de Zweedse grens. Gezamenlijk beheren zij een kudde die zo'n 3.000 dieren omvat. In het begin van de 21e eeuw, tot 2012, werd er ook in het Samisch les gegeven op de basisschool in de omgeving. 

## Het dorp Engerdal
Het dorp Engerdal is zetel van het gemeentebestuur. Het bescheiden dorp ligt centraal in de gemeente aan het meer Engeren. Langs het dorp loopt fylkesvei 26 die Engerdal verbindt met de gemeente Tolga in het noorden en Trysil in het zuiden. De houten kerk in het dorp dateert uit 1873.

## Overige dorpen in de gemeente
Naast het dorp Engerdal omvat de gemeente nog een aantal andere dorpen. Het grootse dorp is Drevsjø dat centraal in de gemeente, een stuk ten noorden van Engerdal ligt. Verder naar het noorden, aan Femunden, ligt Elgå. Aan de andere kant van het meer, aan fylkesvei 26, ligt Sømådalen. In het zuiden, aan fylkesvei 581, ligt Elvdal.

## Galerij

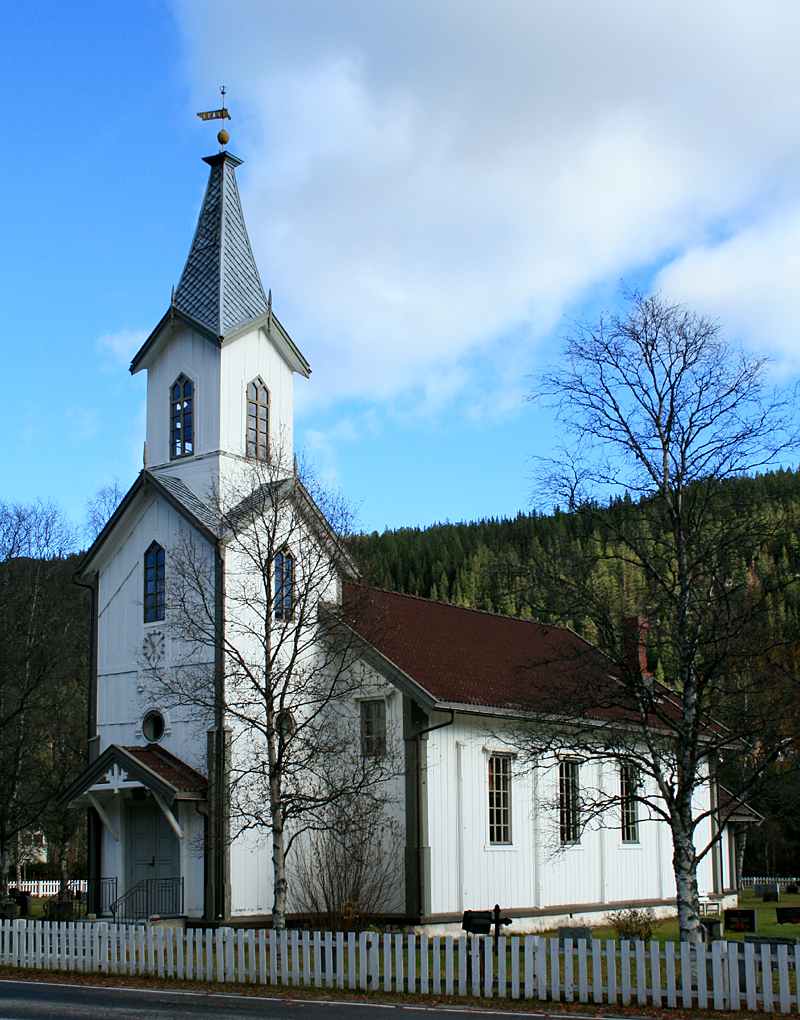
Kerk in Engerdal
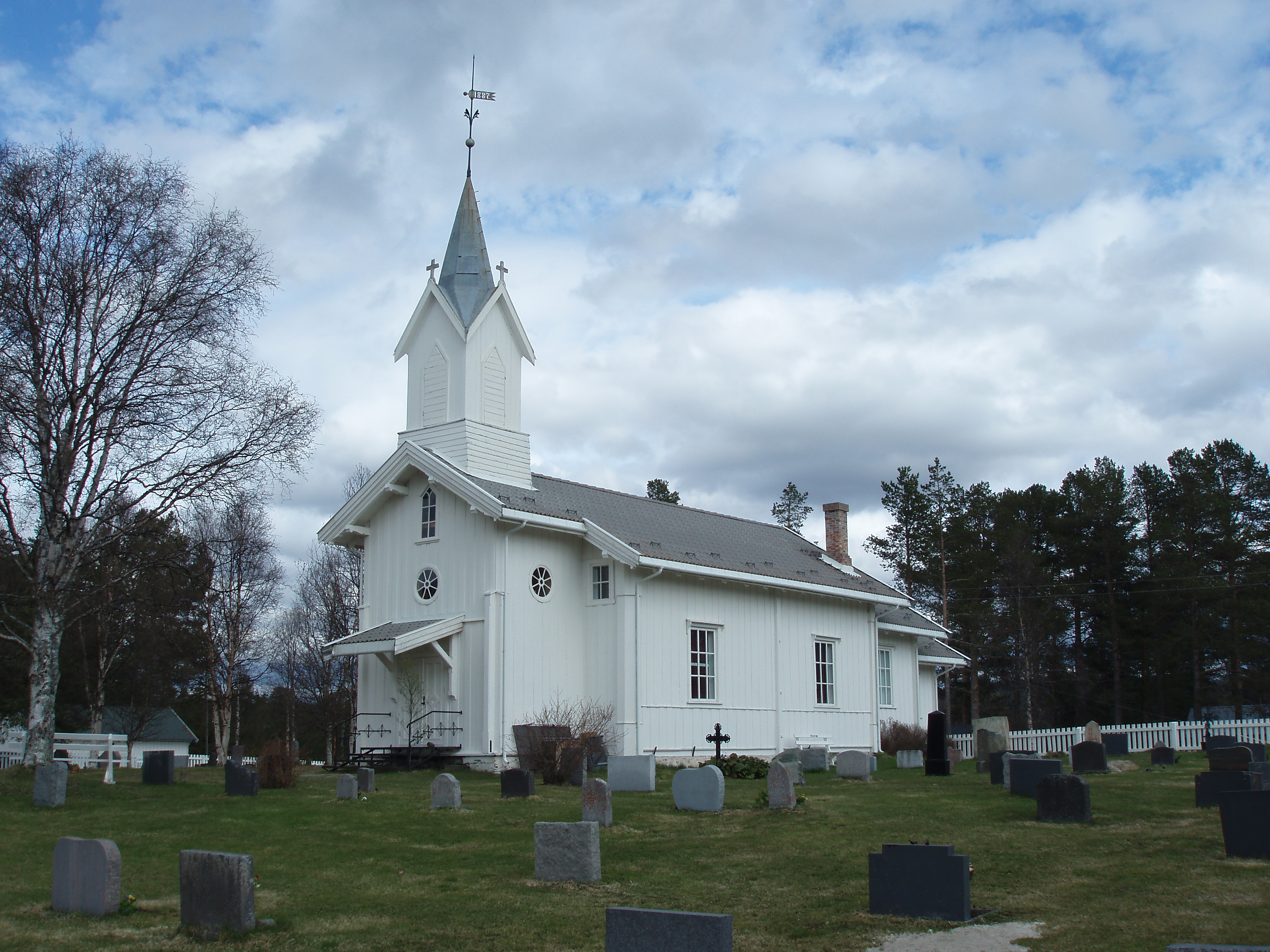
Kerk in Drevsjø
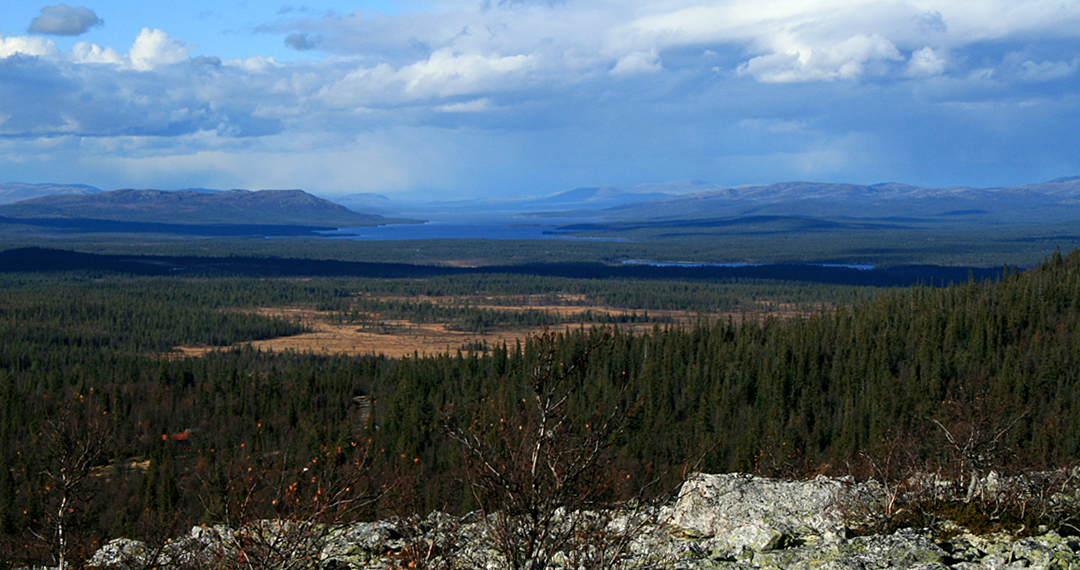
Landschap in Engerdal met op de achtergrond Femunden
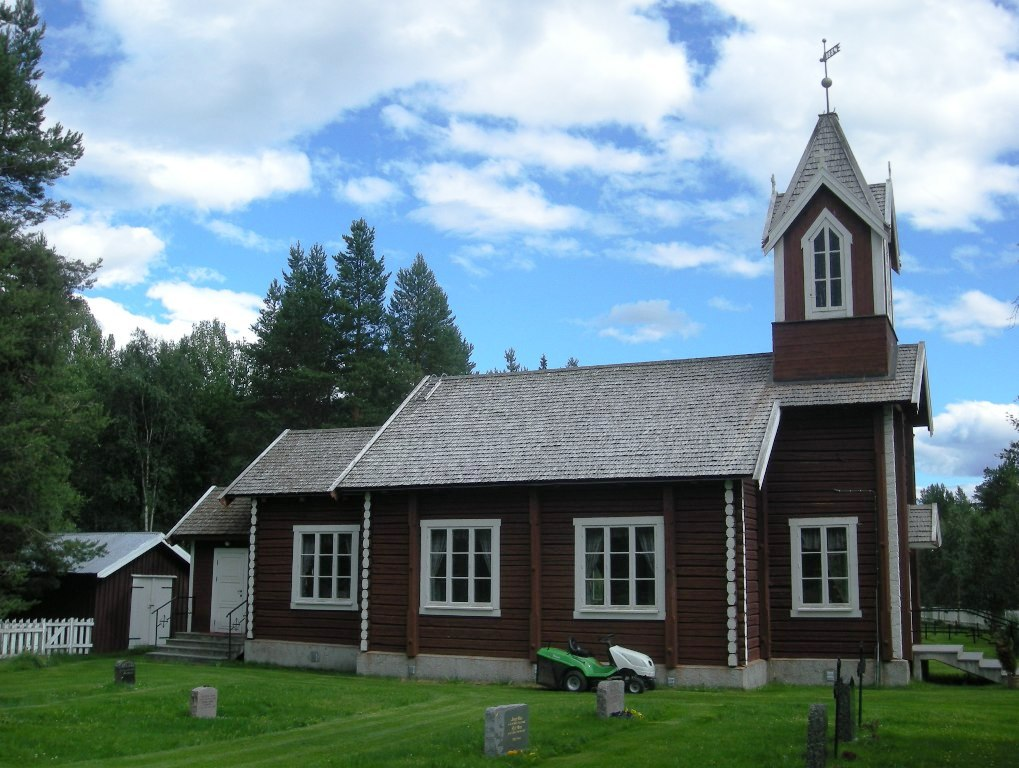
Kerk in Elvdal

Alvdal · Dovre · Eidskog · Elverum ·  Engerdal · Etnedal · Folldal · Gausdal · Gjøvik · Gran · Grue ·  Hamar · Kongsvinger · Lesja · Lillehammer · Lom ·  Løten · Nord-Aurdal · Nord-Fron · Nord-Odal · Nordre Land · Os · Østre Toten · Øyer · Øystre Slidre · Rendalen · Ringebu · Ringsaker · Sel · Skjåk · Stange · Stor-Elvdal · Søndre Land · Sør-Aurdal · Sør-Fron · Sør-Odal · Tolga · Trysil · Tynset · Vågå · Våler · Vang · Vestre Slidre · Vestre Toten · Åmot · Åsnes

Fylker van Noorwegen